# Antypodyzm
Antypodyzm – odwzorowanie {\displaystyle \phi (x),} przypisujące każdemu punktowi {\displaystyle x} na brzegu sympleksu jedyny poza {\displaystyle x} punkt brzegu sympleksu leżący na prostej {\displaystyle xb,} gdzie {\displaystyle b} to barycentrum sympleksu.

## Właściwości
- {\displaystyle \phi (\phi (x))=x}
- Antypodyzm przyporządkowuje wierzchołkowi sympleksu barycentrum ściany przeciwległej do niego.
- Antypodyzm jest odwzorowaniem ciągłym.